# Vaskő
Vaskő (1886-ig Moravica-Eisenstein, románul: Ocna de Fier, németül: Eisenstein) falu és egyben község Romániában, a Bánátban, Krassó-Szörény megyében.

## Fekvése
A Dognácskai-hegység középső részén elterülő völgyben, Resicabányától közúton 25 kilométerre, légvonalban csupán hét kilométerre északnyugatra fekszik. Határának 88%-a erdő.

## Nevének eredete
Eredetileg Eisensteinnek hívták, ebből tükörfordítással alkották meg új magyar nevét. Román nevének jelentése 'vasbánya'.

## Története
Környékén az 1690-es években egy Moravitza nevű falu állt, amely azonban 1717-ben már nem szerepel. A 18. században valószínűleg ismét létezett, olténiai származású román lakossággal (az oltyánok, helyi nevükön bufánok a Hegyi-Bánságban tipikusan szénégetéssel foglalkoztak). Lakói 1803-ban települtek át Eisensteinbe, innen származik a kettős, Moravica-Eisenstein helységnév. Eisenstein 1722-ben, az akkoriban megnyitott vasbánya mellé betelepedő német bányászok kolóniájaként létesült. Vasérce főként magnetit formájában, szilikátokkal együtt található, és külön erénye, hogy szinte kénmentes. Dognácskához tartozó bányásztelep volt 1809-ig, amikor önállósult. Területe 1855-ben lett a StEG tulajdona. 1867-ben száznyolcvanan dolgoztak bányáiban. 1873-ban megépült a Resica–Bogsán–Eisenstein iparvasút, amelynek jelentősége az volt, hogy az itt kitermelt vasércet Resicán és Bogsánban dolgozták fel. 1875-ben új, 2290 méteres altárnát nyitottak meg. 1880 körül évente harminc tonna vasércet hoztak a felszínre, a bánya sínpályája 566 méter hosszú volt. 1956-ban még önálló község, majd 1968-ban Boksánbányához csatolták, és 1990-ben alakult ismét községgé. A bányát az 1990-es években bezárták.
1910-ben 1332 lakosából 1174 volt román, 120 német és 33 magyar anyanyelvű; 1161 ortodox és 145 római katolikus vallású.
2002-ben 792 lakosából 769 volt román, 10 német, 5 magyar és 4 ukrán nemzetiségű; 650 ortodox, 110 pünkösdista és 25 római katolikus vallású.

## Nevezetességek
- Szkarnos ásványtársulása, főként az andradit, a grosszulár és az almandin előfordulása miatt az ásványgyűjtők körében ma is kedvelt célpontok az egykori bányák meddőhányói. Típuslelőhelye a ludwigit és a veszelyit nevű ásványoknak.
- Constantin Gruescu ásványtani gyűjteménye a gyűjtő saját házában kialakított, 40 m²-es helyiségben tekinthető meg. A rangos múzeum főként a Hegyi-Bánát jellegzetes és ritka ásványait mutatja be.
- Ortodox temploma 1815–16-ban épült, 1888-ban újraépítették. Belső festése 1903-ban készült.

## Gazdaság
- Faipar
- Gránit- és márványbánya

## Híres emberek
- Itt született 1889-ben Ruszkiczay-Rüdiger Imre vezérezredes.

## Képek

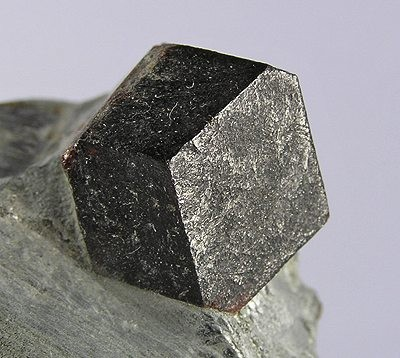
almandin
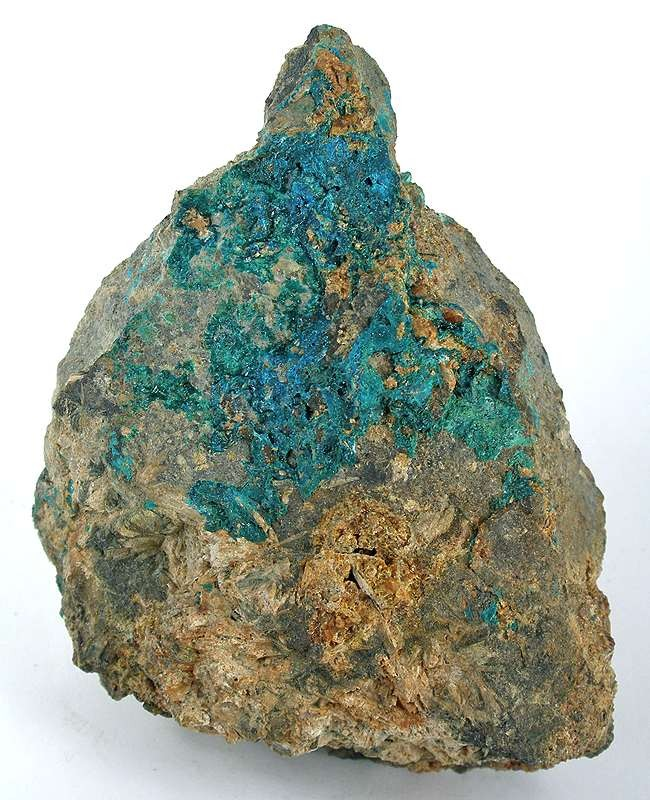
veszelyit
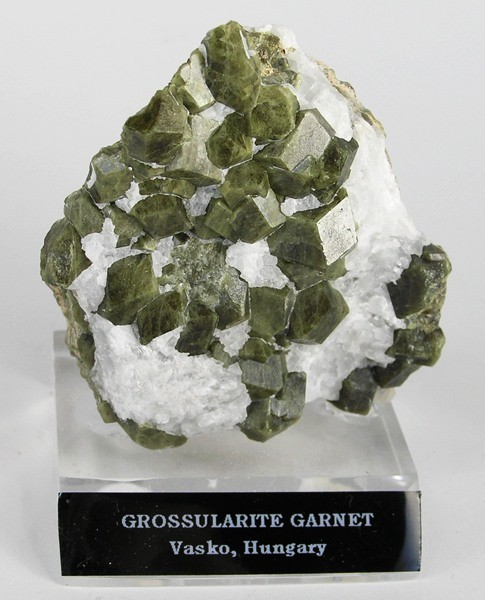
grosszulár
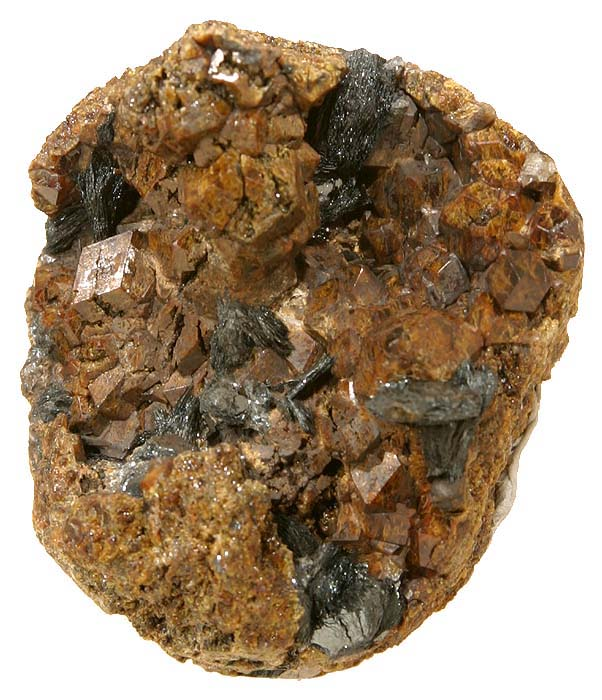
andradit–hematit
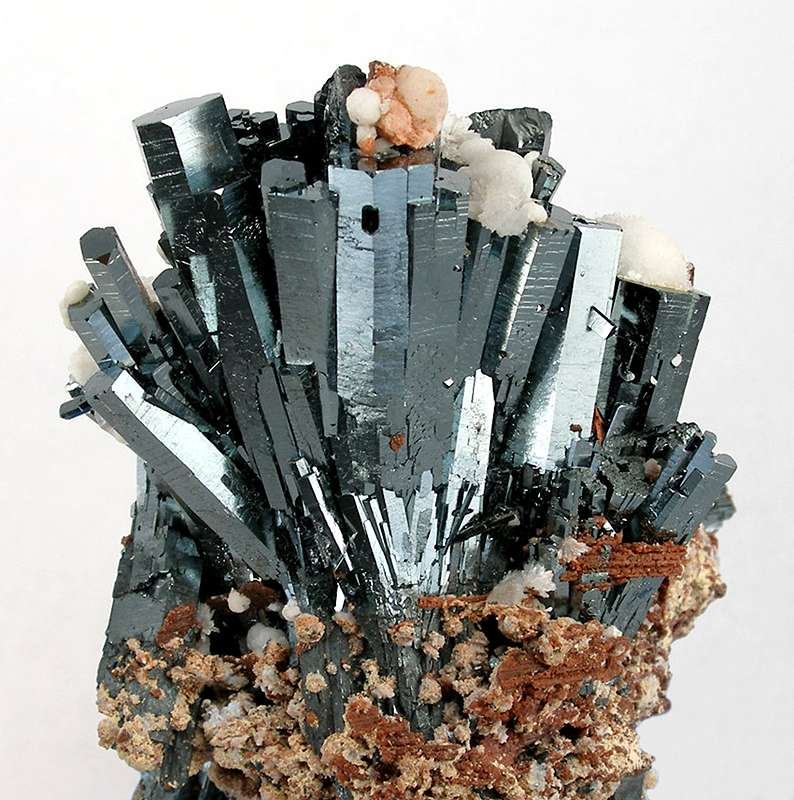
andradit–hematit